# سكيلز (شركة)
شركة سكيلز (بالإنجليزية: Skillz) هي عبارة عن منصة منافسة لألعاب الفيديو الجماعية التي تلعب عبر الإنترنت تم دمجها في عدد من ألعاب آي أو إس وأندرويد. يستخدمها اللاعبون للتنافس في المنافسات ضد لاعبين آخرين في جميع أنحاء العالم. تأسست الشركة في عام 2012 من قبل أندرو بارادايس وكيسي خافيين في بوسطن، يقع المقر الرئيسي للشركة الآن في سان فرانسيسكو.